# Mongolski galeb
Mongolski galeb ili srednjoazijski galeb (lat.: Ichthyaetus relictus) je galeb srednje veličine. Do 1971. se vjerovalo da se radi o istočnoj rasi crnoglavog galeba, a prethodno je bio smještan u rod Larus.

## Opis
Galeb ima zdepasto debelo tijelo, a dugačak je 44 do 45 cm. Odrasle ptice van sezone parenja imaju tamne pjege oko ušiju i stražnju krunu, krila s bijelim vrhovima, istaknute izolirane crne oznake na vanjskom primarnom perju, a nemaju bijeli prednji rub na vanjskom krilu. Ptice u sezoni parenja imaju crne kapuljače sa sivo-smeđim čelima i široke, bijele boje polumjeseca iza, ispod i iznad očiju. Noge su im narančaste, a kljunovi grimizni. Ime dolazi od statusa reliktne vrste.

## Rasprostranjenost i stanište
Ovaj galeb se gnijezdi na nekoliko mjesta u Mongoliji (npr. jezera Galuut, Khukh i Chukh), dva mjesta u Kazahstanu, na jednom mjestu u Rusiji i na jednom mjestu u Kini (jezero Hongjiannao). Čini se da mali broj migrira u Južnu Koreju van sezone gniježđenja. Postoje dodatni dokazi da veći broj ptica migrira i u istočnu Kinu, ali to nije provjereno.
Galebovi se gnijezde u kolonijama na otocima u slanim jezerima. Gniježđenje na tim lokacijama se ne događa kada jezera presuše ili kada je razina vode previsoka. Kad otoci postanu premali ili obrasli raslinjem ili toliko veliki da se spoje s obalom, ni tada se ptice ne gnijezde. Tijekom razdoblja bez gniježđenja, ptice se mogu nalaziti na blatu na estuarijima i na pješčanim ravnicama.

## Status i zaštita
Procjenjuje se da populacija broji 10 000 ili manje, te da im brojnost opada. Na IUCN-ovom crvenom popisu, vrsta je klasificirana kao "ranjiva". Najveće su im prijetnje promjene razine vode u jezerima na lokacijama gniežđenja, predacija drugih galebova, tuča i poplave. Ljudsko uznemirivanje povećalo je njihovu ranjivost na sve ove čimbenike, što je rezultiralo daljnjim rizicima za odrasle galebove i povećanom smrtnošću pilića i jaja. Za borbu protiv toga uspostavljeni su prirodni rezervati u Mongoliji, Kazahstanu i Rusiji, na primjer u regiji Mongolski Daguur.

## Vanjske poveznice
|  | Zajednički poslužitelj ima još gradiva o temi Ichthyaetus relictus |
|  | Wikivrste imaju podatke o taksonu Ichthyaetus relictus             |

- Blue Ocean Network documentary about the Relie Gull